# 7368 Haldancohn
7368 Haldancohn è un asteroide della fascia principale. Scoperto nel 1966, presenta un'orbita caratterizzata da un semiasse maggiore pari a 2,2455881 UA e da un'eccentricità di 0,1352376, inclinata di 6,69505° rispetto all'eclittica.